# مونکلووا
مونکلووا (به اسپانیایی: Monclova) از شهرهای کشور مکزیک است که در ایالت کواویلا قرار دارد و جمعیت آن طبق سرشماری سال ۲۰۱۰ میلادی ۲۱۶٬۲۰۶ نفر بوده است.